# Alissa Nutting

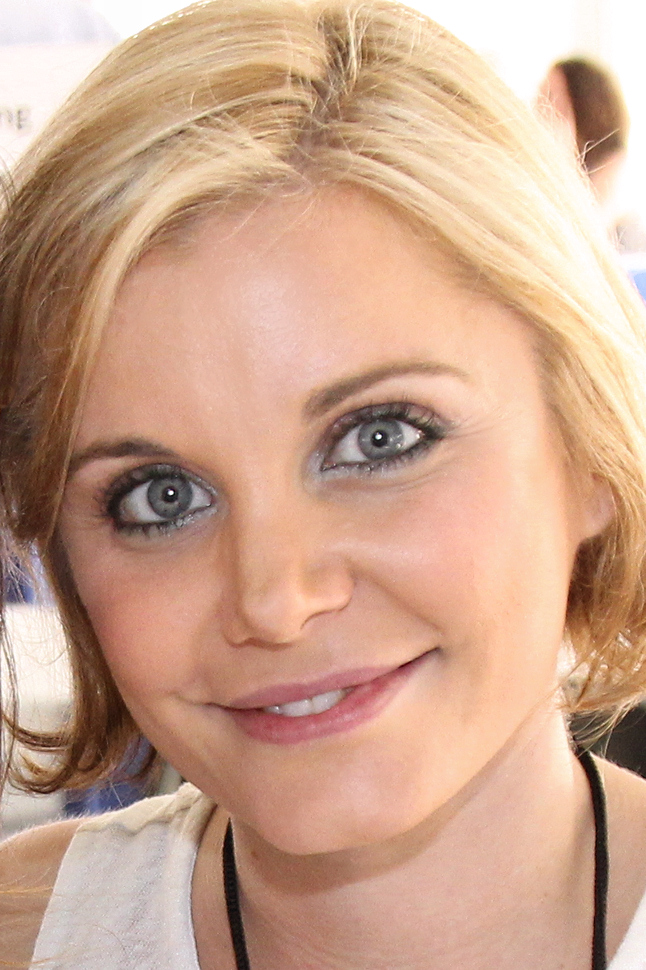
Alissa Nutting

Alissa Nutting (* 1980 oder 1981 in den USA) ist eine US-amerikanische Autorin und Hochschullehrerin.

## Leben
Nutting erlangte an der University of Florida den Grad bachelor und schloss ihre Studien an der University of Alabama mit dem Master of Fine Arts (MFA) ab. An der University of Alabama war sie zeitweise Herausgeberin der Literaturzeitschrift Black Warrior Review. Sie war Dozentin für das Fach Kreatives Schreiben an der privaten Jesuitenuniversität John Carroll University in University Heights, Ohio und ist heute Dozentin im Bereich der Ausbildung zum Master of Fine Arts an der University of Nevada in Las Vegas, an der sie zeitgleich Promotionskandidatin ist.
Nutting veröffentlichte bisher eine Sammlung mit Kurzgeschichten, die vom Buchkritiker Ben Marcus 2010 für den Verlagspreis Starcherone Prize for Creative Fiction vorgeschlagen wurde. 2013 folgte der Roman Tampa, der im gleichen Jahr auch in deutscher Sprache veröffentlicht wurde.
Die Autorin lebt mit ihrem Mann, dem Autor Dan Bakopoulos, und drei Kindern in Iowa.

## Veröffentlichungen
- Unclean Jobs for Women and Girls. Starcherone Books, Buffalo, New York 2010, ISBN 978-0-984213320.
- Tampa. Ecco/HarperCollins, New York City, USA 2013, ISBN 978-0-062280541.
  - deutsch von Verena von Koskull: Tampa. Hoffmann & Campe, Hamburg 2013, ISBN 978-3-455-40460-9.[2]
- Made for Love, Ecco, 2017, ISBN 978-0062280558